# Інтернет-активізм
Інтернет-активізм (також відомий як інформаційно-пропагандистська робота, кіберактивність, електронна агітація та електрична активність) являє собою використання електронних технологій зв'язку, таких як електронна пошта, «Всесвітня павутина» і подкастів для різних форм активності, щоб забезпечити якнайшвидше оповіщення про активність громадян і подання окремої інформації широкої аудиторії у світі.
Інтернет-технології використовуються для збору коштів на благодійність, створення товариств, лобіювання та організації.

## Типи
Автор Сендор Вей ділить онлайн активізм на три основні категорії: Проінформованість / пропаганда, організація / мобілізація, а також дія / реакція.
Інтернет є одним з ключових ресурсів для незалежних активістів або електронних активістів, особливо тих, чиї повідомлення можуть суперечити головній лінії. «Особливо, коли відбувається серйозне порушення прав людини, Інтернет відіграє важливу роль у викритті злочинів зовнішнього світу». Списки розсилок такі, як BurmaNet, Freedom News Group допомагають поширювати новини, які інакше були б недоступні в даних країнах.
Активісти також поширюють електронні петиції для посилання у державні, громадські та приватні організації. Це робиться на знак протесту або для призову до яких-небудь позитивних змін в політиці в різних областях: від торгівлі зброєю до тестування косметики та медичних препаратів на тваринах. Багато некомерційні та благодійні організації використовують ці методи, посилаючи електронною поштою петиції тим, хто знаходиться в їх списках, бо підписалися на дану розсилку. Інтернет також дає можливість громадським організаціям спілкуватися з людьми без істотних витрат коштів і часу. Збори та протести можуть бути організовані за участю організаторів та учасників. Розсилка повідомлень електронною поштою полегшує лобіювання, коштом масовості розсилки при невеликих витратах. Концепція С. Вея «організації / мобілізації», наприклад, може ставитися до діяльності, яка відбувається виключно в онлайн-режимі, що відбувається виключно офлайн, але організованою в Інтернеті, або поєднання онлайн і офлайн. Найбільш поширені сайти соціальних мереж (в основному Facebook.com) також надають їх користувачам різні інструменти для електронного активізму.
Крім того, DOS-атаки, захоплення сайтів і вандалізм, завантаження шкідливих програм, і бомбардування електронної пошти (масова розсилка листів на один електронну адресу) також є прикладами інтернет активності. Інші приклади такого роду «прямої дії».

## Приклади активності на ранньому етапі
Один з найвідоміших прикладів використання Інтернету як засобу активності на ранньому етапі був пов'язаний з MarketPlace компанії Lotus. 10 квітня 1990 Lotus представив розробку маркетингової бази даних для прямої розсилки, яка містила ім'я, адреса і типові статті витрат 120 млн окремих громадян США. Хоча такого роду інформація вже була доступна раніше, захисників приватного життя турбувало появу єдиної зведеної бази даних з нею. Крім того, ці дані могли записуватися на компакт-диск і зберігатися до випуску нового компакт-диска.
У відповідь на це почалася кампанія розсилки електронною поштою та через електронні дошки оголошень інформації про контакти Lotus і шаблонів заяв. Ларрі Зайлер, професіонал з Нової Англії опублікував повідомлення, яке було поширене через конференції та електронну пошту: «Там буде міститися БАГАТО особистої інформації про ВАС, і її кожен зможе отримати, просто купивши диск. Мені здається (і багатьом іншим теж), що це буде трохи занадто в дусі Великого Брата. Було б непогано забратися звідти, поки ще є час». Понад 30 тисяч людей звернулися в Lotus з проханням виключити їх імена з бази даних. 23 січня 1991 року Lotus оголосив про закриття проекту MarketPlace.
У 1993 році в журналі «The Nation» була опублікована оглядова стаття про онлайн-активізм по всьому світу, від Хорватії до Сполучених Штатів, цитувати окремих активістів з їх проектами та поглядами.
Самим раннім прикладом масового користування електронною поштою як зародковою формою DDoS є випадок, що стався в День Гая Фокса в 1994 р. Тоді британська опозиція почала бомбардування електронної пошти кабінету Джона Мейджора і серверів Парламенту Великої Британії в знак протесту проти Закону про кримінальну юстицію, що забороняє відкриті рейв-фестівалі та «музику з повторюваним ударним ритмом».
У 1995—1998 роках журнал «Z» при посередництві «Онлайн-Університету Лівих» пропонував онлайнові курси за темою «Використання мережі Інтернет для електронного активізму».
Практика кібер-дисидентства та активізму як такого в його сучасній формі була відкрита доктором Даніелем Менгара, вченим і громадським діячем з Габону, що живуть в політичній еміграції в Нью-Джерсі, США. У 1998 році він створив сайт французькою мовою під назвою http://www.bdpgabon.org [недоступне посилання з Июнь 2018] (Bongo Must Go, «Бонго повинен піти»), що явно вказує на його мета: заклик до революції проти 29-річного режиму Омара Бонго в Габоні. Оригінальний URL, http://www.globalwebco.net/bdp/, почав перенаправляти на http://www.bdpgabon.org [Архівовано 7 серпня 2019 у Wayback Machine.] у 2000 році. Ця спроба згуртувати габонців навколо революційних ідеалів і дій передувала те, що пізніше стало ходової практикою в політичній блогосфері, і в зрештою було продемонстровано революціями в Тунісі та Єгипті у 2011 р. Інтернет виявився ефективним інструментом для стимулювання критики, успішних виступів проти диктаторів. У липні 2003 р. «Amnesty International» повідомила про арешт п'яти габонців, відомих як члени кібер-дисидентської групи Bongo Doit Partir. П'ятеро з них були затримані на три місяці (див.: Габон: В'язні совісті [Архівовано 8 грудня 2013 у Wayback Machine.] та Габон: Додаткова інформація про в'язнів совісті [Архівовано 8 грудня 2013 у Wayback Machine.]).
Інший відомий приклад ранньої активності в Інтернеті був в 1998 році, коли мексиканська повстанське угрупування EZLN використовувала децентралізовані кошти комунікації, такі як стільникові телефони, для створення розвиненої мережі активістів по всьому світу і сприяння в створенні антиглобалістською групи Peoples Global Action (PGA) в опозицію Всесвітньої організації торгівлі (СОТ) в Женеві. PGA продовжувала закликати до «загальним дням акцій» і таким чином заручатися підтримкою інших антиглобалістських груп.
Пізніше була створена всесвітня мережа активістських інтернет-сайтів, під загальним ім'ям Indymedia, «з метою освітлення протестів проти СОТ в Сіетлі» у 1999 році. Дороті Кідд процитувала Шері Херндон в липні 2001 в телефонному інтерв'ю з приводу ролі Інтернету в акціях проти СОТ: "Було вдалий час, був простір, була створена платформа з використанням інтернету, ми могли діяти в обхід медійних корпорацій, ми використовували відкриті публікації, ми використовували мультимедійні платформи. Такого раніше не було, і так було покладено початок антиглобалістського руху в Сполучених Штатах ".
У 1999 році уряд Великої Британії ввело новий податок на заробітну плату для дрібних підприємців, так званий en: IR35, який призвів до значного зростання оподаткування індивідуальних підприємств. Для організації кампанії протидії йому була створена одна з перших інтернет-асоціацій підприємців. У перші тижні через інтернет було зібрано £ 100000 приватних внесків — від людей, які ніколи навіть не зустрічалися. Два роки по тому організація, що сформувалась як en: Professional Contractors Group і представляла також інтереси британських підрядних працівників і фрілансерів, об'єднувала 14000 членів, зі вступним внеском £ 100 кожен. Асоціація направила першу в історії інтернет-петицію до парламенту, а також, використовуючи свою базу контактів, організувала один з перших флешмобів — на превеликий подив, тисячі прийшли на їх поклик, щоб чинити тиск на парламент. Пізніше асоціація зібрала півмільйона фунтів на підтримку звернення до Верховного суду з метою оскаржити податок. Звернення виявилося безуспішним, хоча деяких поступок все ж вдалося добитися. Філіп Росс, перший директор із зовнішніх зв'язків асоціації, написав книгу про історію кампанії — «Свободу фрілансу».
Voter March [Архівовано 7 червня 2019 у Wayback Machine.], пропагандистська інтернет-група, заснована в листопаді 2000 р., була створена у відповідь на порушення при перерахунку голосів у Флориді на президентських виборах 2000 р. Понад 10000 чоловік були підписані на розсилку Voter March або перебували в її спільнотах в Yahoo. 10 березня 2001 р. Лу Познер, засновник Voter March був пленарним доповідачем на конференції «Використання Інтернету широкими масами» в Єльському університеті.

## Політичний активізм та активізм корпорацій в Інтернеті

### Розширення можливостей участі мас в політичному житті
Керол Дарр, директор Інституту політики, демократії та інтернету при Університеті Джорджа Вашингтона, обговорюючи Президентські вибори в США 2004 року, сказав наступне про кандидатів, яким використання інтернету допомогло залучити прихильників: «Вони всі — харизматичні, „бунтівні“ індивідуалісти. З огляду на, що інтернет має на увазі інтерактивність і конструктивні дії з боку користувачів на відміну від пасивного сприйняття глядачами телевізійних програм, не дивно, що кандидат завжди бути готовим до взаємодії з людьми».
З'явився більш децентралізований підхід до проведення передвиборної кампанії, на противагу панівному раніше способу її організації, при якому здійснювався контроль над інформацією, що повідомляється за принципом «зверху вниз». «Завжди починайте повідомлення самі, стежте за його послідовністю і несуперечністю» — такий девіз був раніше у кандидатів, — каже Джон Хлінко, учасник інтернет-кампаній, що проводяться організацією MoveOn, і внутрішньопартійної виборчої кампанії Уеслі Кларка. — Все це було дієвим в минулому. Зараз же — це шлях в нікуди … Ви можете вибрати негнучку структуру в дусі сталінізму, яка абсолютно не бере до уваги широкі маси. Або ви можете сказати громадськості: "Вперед! Робіть те, що вважаєте за потрібне ". І оскільки поки ми все ще тяжіємо до першого варіанту, потрібно прагнути дати людям більше свободи ".
«Інтернет немов створений для революційних рухів широких мас», — говорить Джо Тріпп, менеджер кандидата в Президенти Говарда Діна. У своїй книзі «Революцію не покажуть по телевізору» Тріпп зазначає:
«Той факт, що „попередницею“ інтернету була мережа ARPAnet з відкритим вихідним кодом, а також існування хакерської культури (що має на увазі необхідність ділитися своїми досягненнями, створюючи вільні та / або відкриті програми) і децентралізованої архітектури мережі заважають кандидатам і організаціям, пов'язаним з керуючими колами, контролювати Глобальну павутину. А керуючі, впливові кола ненавидять те, чим вони не можуть керувати. Ця „незалежність“ властива інтернету спочатку, і інтернет-спільнота понад усе цінує відсутність у себе тієї млявості та монотонності, які властиві американському бізнесу і культури. Прогресивні кандидати та компанії, націлені на перспективу, виграють, використовуючи інтернет для своїх цілей. Телебачення за своєю суттю — „ностальгічний“ канал передачі інформації. Подивіться на рекламні ролики часів передвиборної кампанії Рональда Рейгана в 1980-х — це були „шедеври ностальгії“, повні обіцянок повернутися до колишнього процвітання і величі Америки. Інтернет, навпаки, більш прогресивний канал комунікації, який сприяє змінам і розсовує межі можливого у сфері технологій і комунікації».
На думку деяких експертів, інтернет несе в собі серйозний потенціал встановлення контакту з лідерами думок, які здатні впливати на погляди та поведінку інших людей. За даними Інституту політики, демократії та інтернету «ймовірність того, що так звані „мережеві політичні громадяни“ виступлять в якості лідерів думок серед своїх друзів, родичів і колег в сім разів вище, ніж у середньостатистичних громадян. Як правило, 10 відсотків американських громадян відносяться до „впливових людей“ в тих колах, в яких вони обертаються. Наше дослідження показало, що серед „мережевих політичних громадян“ 69 відсотків є лідерами думок».
За допомогою інтернету дрібним спонсорам стало набагато простіше підключитися до фінансування політичних кампаній. Раніше організація збору коштів від дрібних спонсорів була занадто дорогою, бо витрати на друк матеріалів і поштові витрати «з'їдали» більшу частину зібраних грошей. Однак групи на зразок MoveOn виявили, що вони можуть збирати великі суми грошей від дрібних донорів з мінімальними витратами, при цьому найбільші витрати, які вони понесуть, — це комісійні за вчинення трансакцій по кредитних картах. "Вперше вам не потрібна велика сума грошей, щоб відкрити двері в політичний процес, — каже Керол Дарр. — Це змінює все ".

### Активізм корпорацій
Корпорації та об'єднання також використовують техніки інтернет активізму, щоб привернути прихильників. Крістофер Палмер у своїй публікації для журналу Bloomberg Businessweek зазначив: компанії запускають сайти, щоб сприяти формуванню позитивного іміджу організації у громадськості, чинити тиск на конкурентів, впливати на погляди представників цільових аудиторій і лобіювати свої інтереси.
Приклад — компанія American Apparel, що випускає одяг. Компанія розмістила в інтернеті вебсайт програми Legalize LA, яка пропагує імміграційну реформу через блог, рекламу в інтернеті, посилання на газетні замітки і освітні матеріали. Незгодні відгукнулися розміщенням відео на YouTube і запуском сайту, який закликає бойкотувати програму American Apparel.
Ще один приклад — проект ActivistCash.org, який «забезпечує доступ до докладної та актуальної інформації про джерела фінансування радикальних антиспоживчих організацій і активістів». Вебсайт створений за участю американського Центру за свободу споживачів — «об'єднання ресторанних мереж, виробників продуктів харчування і споживачів», багато хто з яких представляють цільову аудиторію організацій, діяльність яких висвітлюється на сайті. Цей спосіб поширення інформації називається «астротурфінг» і є протилежністю «низовому активізму» через те, що такі рухи значною мірою фінансуються приватними особами. З останніх прикладів — «Марш платників податків» у Вашингтоні 12 вересня 2009 року, організований через сайт FreedomWorks.org, і виступи Коаліції по захисту прав пацієнтів проти загального безкоштовного медичного обслуговування.

## Критика
Критики стверджують, що інтернет активізм не уникнув проблем, пов'язаних з цифровим нерівністю, в тому числі його глобальної форми. Кажуть також про непропорційність представленості в ньому тих, хто обмежений у доступі до сучасних засобів комунікації.
Інша проблема, яку зачіпає вчений-юрист Касс Санштейн, полягає в тому, що політичні дискусії онлайн призводять до «кібербалканізаціі» — фрагментації простору Всесвітньої павутини та поляризації підгруп, замість того щоб сприяти досягненню консенсусу. Один і той же канал комунікації, дозволяючи людям отримувати доступ до великої кількості джерел інформації, водночас дає їм можливість акцентувати увагу на тих джерелах, чия позиція їм близька, при цьому всі інші ресурси ігноруються.
«Ефект луна-камери набагато простіше отримати в тих формах політичної взаємодії, які використовують комп'ютер в якості посередника, ніж в тих способах політичної комунікації без залучення комп'ютера, які існували раніше, — сказав Санштейн в інтерв'ю газеті The New York Times. — Розмова може йти про стратегії поведінки кандидатів, про опис їх передвиборчих перегонів, про те, як хороший „наш“ кандидат і як погані інші, і все це буде походити на дебати. Мова не йде про те, що варто вводити цензуру, але такий стан справ може призвести до посилення екстремізму і виникнення труднощів на шляху до взаєморозуміння».
З іншого боку, «Інтернет пов'язує всіх воєдино: не тільки прихильників антивоєнного руху найширших поглядів — від учасників коаліції ANSWER („Act Now to Stop War and End Racism“) до вічно зайнятих сімейними справами домогосподарок (можливо, роблять вибір на користь організації MoveOn), а й прихильників консервативних поглядів», — вважає Скотт Дьюк Харріс, колумніст газети The San Jose Mercury News.
Барбара Епштейн, професор Каліфорнійського університету (Санта-Крус, США), звертає увагу на ще одну проблему, яка полягає в наступному: «Завдяки інтернету люди, що поділяють спільні погляди, можуть спілкуватися один з одним. Це веде до формування у них враження, що вони є частиною набагато більших мереж, ніж є насправді». Епштейн застерігає: знеособлений характер комунікації в інтернеті завдає удар по безпосередньому контакту між людьми, який завжди відігравав ключову роль в громадських рухах.
Відомий політичний активіст Ральф Нейдер стверджує, що «інтернет слабо справляється з виконанням функції спонукання до дії», вказуючи при цьому на той факт, що Конгрес США, Пентагон і різні об'єднання «не відчувають особливих побоювань з приводу використання громадянами інтернету». Етан Цукерман звернув увагу на феномен «диванного активізму» і на той факт, що інтернет активізм «знецінив» важливість тих проблем, на вирішення яких він спрямований.